# Locomotiva FS D.145
Le D.145 sono locomotive Diesel a trasmissione elettrica di costruzione italiana per servizio di manovra pesante e per treni merci.

## Storia
Si tratta del primo progetto di locomotiva di nuova generazione per il rinnovamento del parco di rotabili ferroviari delle Ferrovie dello Stato. Il progetto venne sviluppato dalla Fiat Ferroviaria Savigliano alla fine degli anni settanta. La sua costruzione venne ordinata il 26 luglio del 1979 e le prime consegne iniziarono nel 1982.
La difficoltà di realizzare, sia in versione elettrica che Diesel, locomotive con buoni rendimenti adatte a questa vasta gamma di servizi fu finalmente superata negli anni ottanta del XX secolo con lo sviluppo dell'elettronica di potenza, che permise la realizzazione delle locomotive D.145 da parte della FIAT Ferroviaria Savigliano e della sua consociata Elettromeccanica Parizzi.
Della locomotiva venne sviluppata anche una versione (serie D.145 2001-2020) da parte del Tecnomasio Italiano-Brown-Boveri.
Data la novità del sistema di azionamento elettronico la locomotiva è stata denominata InLoc (acronimo per Inverter Locomotive) Le D.145 sono state le prime locomotive diesel a ricevere l'insolita livrea arancione.
Oltre alle FS le locomotive sono state fornite, sempre da Fiat Ferroviaria, ad altre società ferroviarie italiane. Tre unità, costruite nel 1994, furono ordinate dalle Ferrovie Nord Milano Esercizio (FNME) che le impiegarono sulla ferrovia Brescia-Iseo-Edolo nelle tradotte merci, per il traino di alcuni regionali e per le manovre. Immatricolate come DE 145.001-003, nel 2004 sono poi entrate nel parco Nordcargo. Altre due unità, costruite nel 1995, sono state ordinate dalla Azienda Consorziale Trasporti Reggio Emilia (ACT) per l'impiego sulle linee ferroviarie sociali. Immatricolate come DE 145.012-013, con l'acquisizione del ramo ferroviario dell'ACT da parte della Ferrovie Emilia Romagna (FER) sono entrate dapprima nel parco di quest'ultima ed infine in quello dell'impresa ferroviaria Dinazzano Po. Sono utilizzate per effettuare treni merci e per le manovre, in particolare negli scali di Rubiera, Reggio Emilia e Dinazzano.

## Caratteristiche
La locomotiva ha una configurazione molto usata nel mondo ma poco in Italia: è del tipo monocabina con posto di comando doppio in posizione paracentrale. Il telaio è montato su due carrelli a due assi a completa aderenza. I due motori Diesel a 4 tempi e ad iniezione diretta, sono posti nell'avancorpo anteriore; sono a 12 cilindri disposti a V e forniscono la potenza UIC di 515 kW ciascuno a 2100 g/m. Il raffreddamento è di tipo intercooling a circolazione forzata. La trasmissione è del tipo elettrico ad azionamento elettronico trifase. I motori di trazione sono 4, 2 per carrello, e sono del tipo trifase asincrono a 6 poli alimentati alla tensione massima di 800 volt.  Il freno è elettrico reostatico ed anche di tipo pneumatico e meccanico di stazionamento. Il rotabile è atto ad operare anche con un solo gruppo motore-generatore in quanto il sistema è predisposto per alimentare tutti e 4 i motori di trazione sia in caso di avaria che in caso di economia di esercizio.
Le locomotive sono atte anche all'effettuazione di treni merci essendo in grado di raggiungere la velocità massima di 100 km/h; in manovra la velocità massima viene limitata a 30 km/h.
Queste locomotive a quattro assi motori con rodiggio Bo'Bo', furono equipaggiate con due gruppi elettrogeni, ciascuno dei quali costituito dal motore Diesel di grande produzione IVECO 8297.22 e da un alternatore alimentante normalmente mediante un convertitore elettronico i due motori di trazione asincroni trifase di ciascun carrello.
La grande versatilità di queste macchine deriva dai possibili modi di funzionamento consentiti dal circuito elettrico di trazione che, diversamente dalle locomotive precedenti, le mettono in grado di operare:
- a piena potenza e massimo sforzo di trazione, con due gruppi elettrogeni e quattro motori di trazione;
- a metà potenza e metà sforzo di trazione, con un gruppo elettrogeno e due motori di trazione;
- a metà potenza e massimo sforzo di trazione, con un gruppo elettrogeno e quattro motori di trazione,

con la possibilità di adeguare, caso per caso, il mezzo al reale servizio da svolgere.
La sua livrea appariscente le è valso il soprannome di "Aragosta"

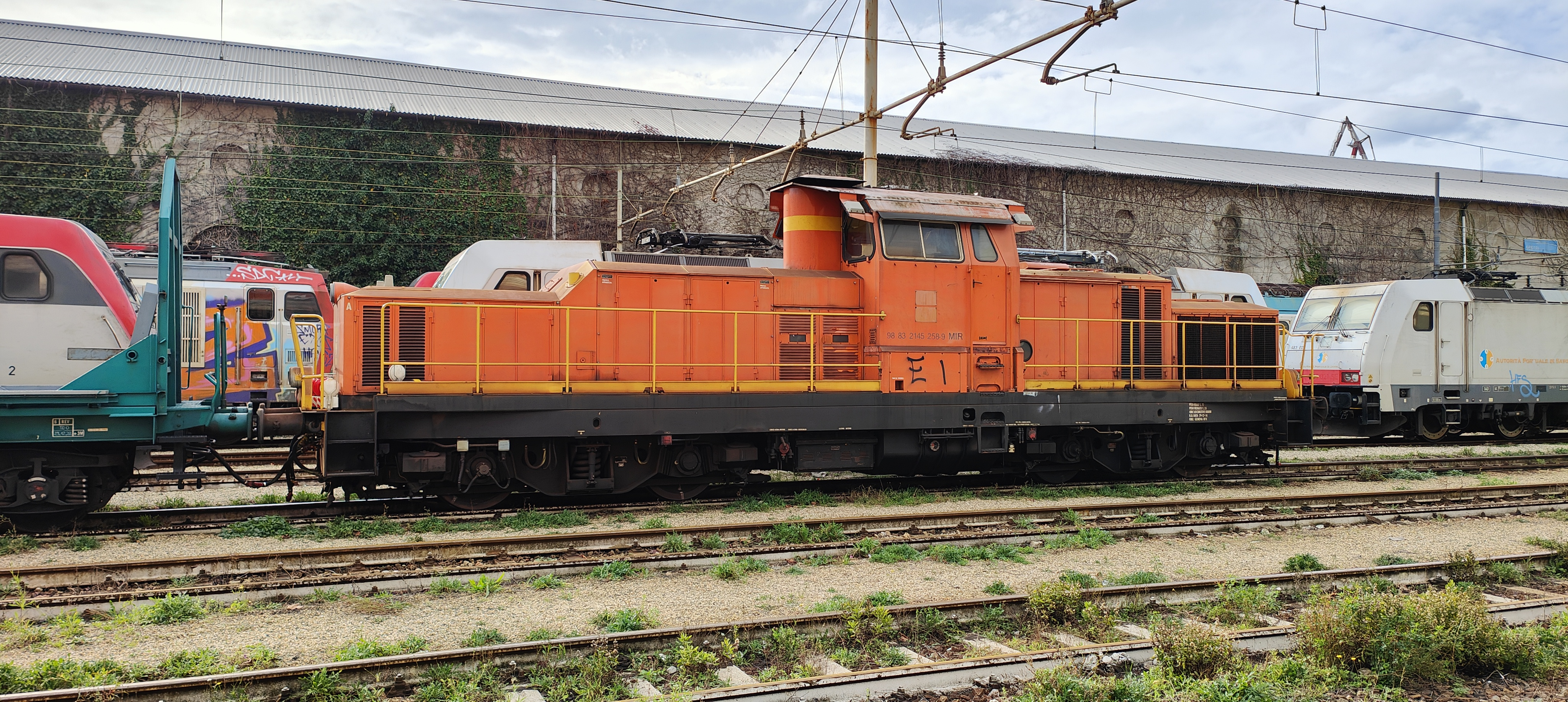
Un esemplare usata per le manovre merci a Genova Sestri Ponente

## Servizi

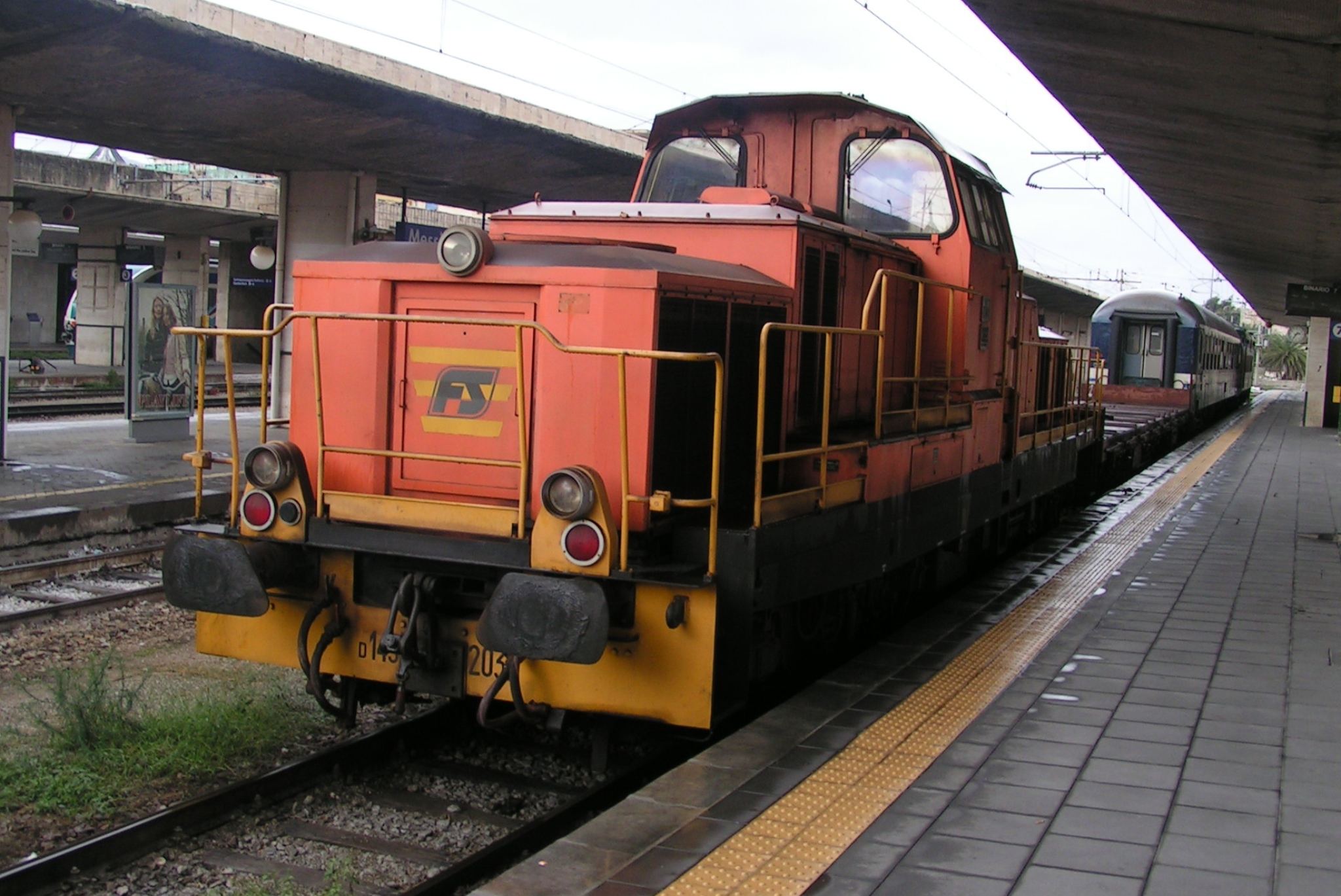
La D.145.2037 in sosta a Messina Centrale.

I primi impianti di assegnazione furono Torino Smistamento per le macchine di costruzione Breda, mentre quelle della serie 2000 furono assegnate a Genova Rivarolo e a Milano Smistamento. Nel 1991 le Breda furono ripartite tra Torino Smistamento, Bologna San Donato, Civitavecchia, Napoli Smistamento, Roma Smistamento e Bologna Centrale. Quelle di seconda serie furono assegnate a Milano Smistamento, Genova Rivarolo, Savona, Sassari e a Messina e Reggio Calabria per le manovre di imbarco sui traghetti. Dal 2010 iniziò l'installazione a bordo del sistema SCMT per consentire l'impiego in linea secondo le norme dell'ANSF.
Nel 2014 le Breda erano ripartite così:
- Cervignano (13)
- Bologna San Donato (9)
- Verona (9)
- Milano Sm. (2)
- Trento (2)
- Fabriano (2)
- Roma S.Lorenzo (1)

Svolgono principalmente operazioni di manovra negli scali, più raramente servizi di trasferimento sulle medie distanze e occasionalmente veri e propri treni merci. La D.145.2029 è assegnata come locomotiva d'appoggio per i treni diagnostici RFI.

## Unità assegnate a Mercitalia Rail

### Gennaio 2017
Dal gennaio 2017 le D.145 sono state assegnate a Mercitalia Rail (ex Trenitalia Cargo), per un totale di 41 locomotori.
| Deposito di assegnazione         | D.145 |
| -------------------------------- | ----- |
| Bologna San Donato               | 5     |
| Cervignano Smistamento           | 14    |
| Livorno                          | 7     |
| Maddaloni Marcianise Smistamento | 2     |
| Messina                          | 1     |
| Milano Smistamento               | 12    |

- 41 D.145 (totale)